# Субъективная константа
Субъективная константа или перцептивное постоянство — феномен, при котором объект или его качества воспринимаются как неизменные, несмотря на перемену сенсорных ощущений, возникающих при взаимодействии с ним. Даже при неизменных физических характеристиках объекта, перцептивная система человека активирует адаптивные механизмы, обеспечивающие согласованность восприятия с динамикой стимулов, поступающих из внешнего мира. Данные механизмы позволяют сохранять постоянство восприятия, компенсируя вариативность сенсорных данных для адекватной интерпретации окружающей среды.

## Зрительное восприятие
В зрительном восприятии существует несколько типов перцептивных констант:

Иллюзия Понцо: Верхняя линия воспринимается как большая, чем нижняя, хотя они одинаковы по размеру.

- Константа размера — один из видов визуального субъективного постоянства[2]. В пределах определенного диапазона восприятие людьми размера одного конкретного объекта не изменится, независимо от изменения расстояния или изменения размера видеоизображения на сетчатке глаза. Восприятие изображения по-прежнему основано на фактическом размере перцептивных характеристик. Согласно оптическим принципам, для одного и того же объекта, размер изображения, на сетчатке, меняется, по мере изменения расстояния от объекта до наблюдателя. Чем больше расстояние, тем меньшее изображение воспринимается сетчаткой. Когда кто-то наблюдает за объектом, хотя расстояние наблюдения различно, воспринимаемый размер похож на реальный. Однако сенсорные системы и системы восприятия можно обмануть, используя иллюзии. Постоянство размера связано с расстоянием, опытом и окружающей средой.  Примерами постоянства размера являются иллюзия Мюллера-Лайера и иллюзия Понцо. Еще одна иллюзия, с которой мы сталкиваемся каждый день — размер луны: когда луна ближе к горизонту, она кажется больше. (Смотрите статью Лунная иллюзия). На человеческое восприятие в значительной степени влияет окружающая среда, то есть контекст, в котором находится объект.
- Константа формы — похоже на постоянство размера в том, что оно в значительной степени зависит от восприятия расстояния[1] Независимо от изменения ориентации объекта (например, при открытии двери), форма объекта воспринимается одинаково. То есть фактическая форма объекта ощущается как меняющаяся, но затем воспринимается как прежняя. По мнению Канвишера и соавторов, локализованная часть мозга, отвечающая за это — экстрастриарная кора[1].

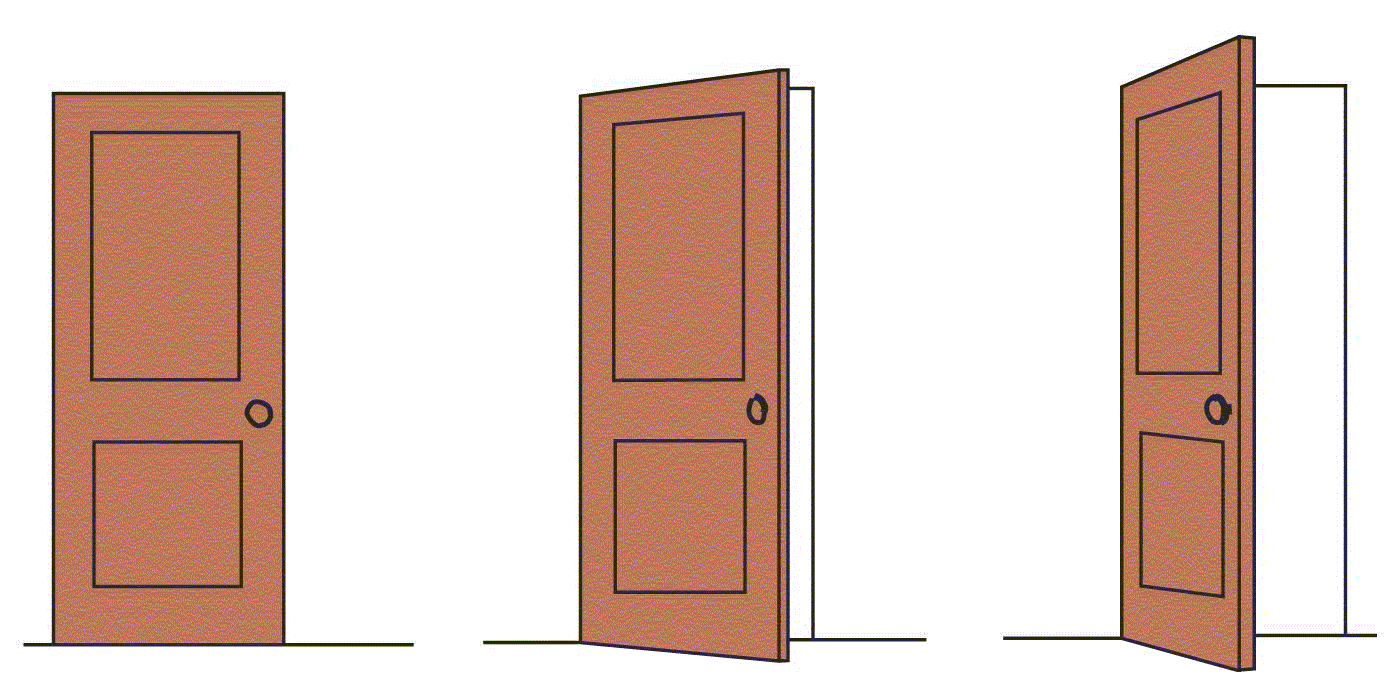
Постоянство формы: Человек воспринимает объект (из примера), как прямоугольный дверной проём, но если его вытянуть, то на самом деле он состоит из различных (геометрических) форм.

- Константа цвета — свойство системы цветовосприятия человека, которое гарантирует, что цвет объекта остается одинаковым при изменяющихся условиях[3] и является результатом очень сложного «расчёта» бессознательно работающего механизма в центральной нервной системе. Факты, лежащие в основе феномена постоянства цвета... заключаются в том, что тонкие цветовые различия требуются нам реже, чем грубые, и когда грубые различия позволяют нам сосредоточиться на объектах, представляющих первостепенный интерес, мы «систематически не замечаем» различий, превышающих необходимую степень тонкости. Механизмом, который осуществляет это «систематическое упущение», является система обработки информации организма, и принцип, согласно которому это происходит, заключается в том, что эта система никогда не использует больше своих возможностей для данной перцептивной задачи, чем это необходимо в соответствии с текущими потребностями и интересами агента[4].

- Константа освещённости — постоянство освещённости объекта при различном количестве света, падающего на него. Мы определяем в контексте окружения объекта характеристики фиксированного физического свойства, и, исходя из этого, освещенность остается постоянной, несмотря на значительные изменения[5]. (Смотрите также статью Яркость)
- Константа расстояния относится к взаимосвязи между видимым расстоянием и физическим расстоянием[6]. Примером иллюзии может служить луна — когда она находится у горизонта, она воспринимается больше (постоянство размера) и/или ближе к земле, чем когда она находится над нашей головой.
- Константа местоположения относится к отношениям между наблюдателем и объектом. Неподвижный объект воспринимается как неподвижный, несмотря на то, что сетчатка глаза воспринимает объект изменяющимся по мере движения зрителя (из-за параллакса)[7]. Постоянство местоположения в значительной степени зависит от контекста, в котором находится объект. Примером может служить взгляд на припаркованный автомобиль, когда человек идёт к зданию; автомобиль воспринимается как неподвижный по мере продвижения вперёд.

## Восприятие на слух
- В музыке субъективное постоянство — идентификация музыкального инструмента как постоянного при изменении тембра или «условиях меняющейся высоты тона и громкости, в разных условиях и с разными игроками»[3].
- В восприятии речи — означает, что гласные или согласные воспринимаются как постоянные категории, даже если акустически они сильно различаются из-за фонетического окружения (коартикуляции), темпа речи, возраста и пола говорящего, его диалекта и т.д.

## Тактильное восприятие
На перцептивные сообщения крыс, об относительном расположении внешних объектов почти не влияет сильный ветер. Было доказано, что постоянство перцептивного отчета достигается с помощью моторного контроля, при котором перцептивно значимые сенсорные переменные (проксимальный стимул) поддерживаются относительно постоянными.

## Научные исследования
- Сравнение способностей восприятия у больных шизофренией — исследование показало, что постоянство расстояния, тесно связанное с постоянством размера, у больных шизофренией было хуже, чем в контрольной группе (обозначенной как «нормальные люди»). «Результатом нарушения постоянства (константы) расстояния, является то, что зрительное восприятие, у шизофреников, лишено глубины и что эти пациенты живут в 'плоском' мире»[8].
- Зрительно-слуховая константа расстояния — исследователи изучили взаимосвязь между зрительными и слуховыми реакциями и то, как они влияют на постоянство расстояния. Исследование показало, что на определённом расстоянии, когда ощущается звук, глаз стимулируется (реагирует) немного раньше, чем ухо[9].

## Примечание
1. 1 2 3  Sternberg, Robert. Cognitive Psychology. — Belmont, CA : Wadsworth, Cengage Learning, 2006. — P. 82–90. — ISBN 978-0-495-50629-4.
2. ↑  Carlson, Neil. Psychology the Science of Behavior [4th Canadian ed.]. — Toronto, On. Canada : Pearson Canada Inc., 2010. — P. 188. — ISBN 978-0-205-64524-4.
3. 1 2  Erickson, Robert (January 1975), Sound Structure in Music, University of California Press, ISBN 978-0-520-02376-5
4. ↑  SayreSayre, K.M. (1968), Toward a Quantitative Model of Pattern Formation, in Frederick J. Crosson and Kenneth M. Sayre (ed.), Philosophy and Cybernetics, Simon and Schuster, pp. 149–152
5. ↑  MacEvoy, Sean (2001-03-14). Lightness constancy in primary visual cortex. PNAS. 98 (15): 8827–8831. Bibcode:2001PNAS...98.8827M. doi:10.1073/pnas.161280398. PMC 37520. PMID 11447292.
6. ↑  Kuroda, Teruhiko (1971-09-01). Distance constancy. Psychologische Forschung. 34 (3): 199–219. doi:10.1007/BF00424606. PMID 5554745.
7. ↑  Goolkasian, P. (June 2001). Location constancy and its effect on visual selection. Spatial Vision. 14 (2): 175–199. doi:10.1163/156856801300202922. PMID 11450802.
8. ↑  Weckowicz T.E. (1958). Distance Constancy in Schizophrenic Patients. The British Journal of Psychiatry. 104 (437): 1174–1182. doi:10.1192/bjp.104.437.1174. PMID 13621164.
9. ↑  Engel, G.R. (1971-12-03). Visual-Auditory Distance Constancy. Letters to Nature. 234 (5327): 308. Bibcode:1971Natur.234..308E. doi:10.1038/234308a0. PMID 4945010.